# Trujillo
Trujillo là một khu tự quản thuộc tỉnh Valle del Cauca, Colombia. Thủ phủ của khu tự quản Trujillo đóng tại Trujillo Khu tự quản Trujillo có diện tích 221 ki lô mét vuông. Đến thời điểm ngày 28 tháng 5 năm 2005, khu tự quản Trujillo có dân số 17730 người.